# Estoril Open 1999
Estoril Open 1999 — тенісний турнір, що проходив на відкритих кортах з ґрунтовим покриттям Estoril Court Central в Оейраші (Португалія). Належав до турнірів серії International в рамках Туру ATP 1999, а також до серії Tier IVa в рамках Туру WTA 1999. Тривав з 5 до 12 квітня 1999 року.

## Учасниці WTA

### Сіяні учасниці
| Країна     | Гравчиня            | Рейтинг | Сіяна |
| ---------- | ------------------- | ------- | ----- |
| Німеччина  | Анке Губер          | 28      | 1     |
| Франція    | Сара Пітковскі      | 41      | 2     |
| Люксембург | Анна Кремер         | 43      | 3     |
| Німеччина  | Елена Вагнер        | 83      | 4     |
| Хорватія   | Сільвія Талая       | 79      | 5     |
| Білорусь   | Ольга Барабанщикова | 72      | 6     |
| Італія     | Лаура Голарса       | 89      | 7     |
| Нідерланди | Седа Норландер      | 93      | 8     |

### Інші учасниці
Нижче наведено учасниць, які отримали вайлдкард на участь в основній сітці:
- Ана Катаріна Ногейра
- Ванесса Менга

Нижче наведено учасниць, що отримали вайлдкард на участь в основній сітці в парному розряді:
- Анжела Кардозо /  Крістіна Коррея

Нижче наведено учасниць, що пробились в основну сітку через стадію кваліфікації в одиночному розряді:
- Анка Барна
- Лоранс Куртуа
- Крістіна Торренс-Валеро
- Анна Фелденьї

Такі тенісистки потрапили в основну сітку як a щасливий лузер:
- Ева Бес Остаріс
- Любомира Бачева

Нижче наведено учасниць, що пробились в основну сітку через стадію кваліфікації в парному розряді:
- Вірупама Вайдянатан /  Андрея Ванк

## Фінальна частина

### Одиночний розряд, чоловіки
Альберт Коста —  Тодд Мартін, 7–6(7–4), 2–6, 6–3
- Для Кости це був 1-й титул за рік і 9-й - за кар'єру.

### Одиночний розряд, жінки
Катарина Среботнік —  Ріта Куті-Кіш, 6–3, 6–1
- Для Среботнік це був 1-й титул за рік і 2-й - за кар'єру.

### Парний розряд, чоловіки
Томас Карбонелл /  Доналд Джонсон —  Їржі Новак /  Давід Рікл, 6–3, 2–6, 6–1

### Парний розряд, жінки
Алісія Ортуньйо /  Крістіна Торренс-Валеро —  Анна Фелденьї /  Ріта Куті-Кіш, 7–6(7–4), 3–6, 6–3